# Hanul roșu (nuvelă)
„Hanul roșu” (în franceză L'Auberge rouge) este o nuvelă scrisă de Honoré de Balzac și publicată în anul 1831 în Revue de Paris, republicată în 1832 de editorul Gosselin în volumul Nouveaux contes philosophiques:p. XLII și apoi inclusă în colecția Études philosophiques a seriei La Comédie humaine. Acțiunea nuvelei se petrece în orașele Paris și Andernach.
Traducătorul român Haralambie Grămescu o considera o „istorioară melodramatică”.:p. XLII

## Rezumat
Bancherul german Hermann, aflat în trecere prin Paris, este invitat să cineze în compania unor negustori și bancheri din înalta societate franceză. La rugămintea fiicei gazdei, el relatează la sfârșitul mesei o poveste stranie pe care a auzit-o în timpul detenției sale la Andernach din perioada Războaielor Napoleoniene; el se înrolase ca voluntar în Armata Germană și fusese luat prizonier de francezi.
În 20 octombrie 1799 doi tineri medici militari francezi, originari din Beauvais, ce se îndreptau spre unitatea militară din Andernach (ce făcea parte din corpul de armată condus de generalul Augereau) își petrec noaptea într-un han de la marginea pitorescului orășel aflat pe malul Rinului, împărțind odaia cu un industriaș german care se refugia din calea războiului; industriașul Walhenfer le-a mărturisit, în timpul mesei, că avea la el o sumă considerabilă de 100.000 de franci în aur și diamante. Unul dintre cei doi chirurgi (Prosper Magnan), impresionat de această dezvăluire, nu poate să doarmă și se gândește să-l omoare pe industriaș pentru a-i lua banii, dar nu are curaj să-și pună intenția în practică. Iese afară pentru a se liniști și adoarme aproape imediat după ce se întoarce în cameră. El este deșteptat a doua zi de o mare gălăgie: industriașul fusese ucis în timpul nopții cu un instrument chirurgical. Prosper Magnan este arestat, condamnat la moarte și executat în regim de urgență. 
În timp ce bancherul german Hermann își relatează povestea, naratorul nuvelei ascultă cu atenție. El îl observă pe un alt oaspete cum începe să tremure vizibil și să transpire pe măsură ce aude povestea lui Hermann și-l suspectează a fi camaradul de arme al lui Prosper Magnan și adevăratul criminal al lui Walhenfer. Acest om, Jean-Frédéric Taillefer (după cum se află mai târziu), este tatăl Victorinei Taillefer, care va apărea și în romanul Moș Goriot. Taillefer se îmbogățise ca furnizor al Armatei Imperiale și se acoperise de onoruri, clădindu-și averea pe banii furați de la industriașul german pe care l-a ucis. Amintirile dureroase ale crimei săvârșite îi provoacă din când în când căderi nervoase, care se agravează după ascultarea poveștii relatate de Hermann și vor duce în scurt timp la moartea sa.
Naratorul balzacian, care ghicise imediat adevărul, o iubește pe Victorine Taillefer, dar are scrupule să se căsătorească cu moștenitoarea unei averi pătate de sânge. El cere sfatul prietenilor săi, iar majoritatea acestora crede că nu ar trebui să se însoare cu fiica unui ucigaș; grupul de prieteni recunoaște însă că fiecare familie ascunde secrete întunecate. Nuvela se încheie fără un răspuns.

## Structură
Nuvela este împărțită în trei părți: o introducere fără titlu și două capitole nenumerotate („Gândul și fapta”, „Cele două judecăți”).

## Personaje
- naratorul
- Hermann — bancher german, administratorul unei case bancare importante din Nürnberg
- Walhenfer — industriaș german ce avea o manufactură de ace lângă Neuwied
- Prosper Magnan — medic militar francez originar din Beauvais
- Jean-Frédéric Taillefer — finanțator, fost furnizor al Armatei Imperiale
- Victorine Taillefer — fiica lui Jean-Frédéric Taillefer și moștenitoarea averii sale
- Fanny — fiica bancherului parizian ce a organizat banchetul

## Scriere și publicare
Balzac a scris nuvela „Hanul roșu” în mai 1831, dedicând-o marchizului Astolphe de Custine, scriitor și aristocrat francez. Ea a fost publicată în numerele din 10 și 27 august 1831 ale Revue de Paris, apoi republicată în 1832 de editorul Gosselin în volumul Nouveaux contes philosophiques.:p. XLII În 1846 a fost inclusă în volumul II (Études philosophiques) al seriei La Comédie humaine.
Nuvela, publicată în același an cu Pielea de șagri, a marcat un punct de cotitură în cariera literară a lui Balzac și i-a creat autorului o reputație veritabilă de mare scriitor, capabil să trateze toate genurile literare, să combine motive realiste și fantastice în aceeași operă literară și să imprime o notă personală unui subiect fantastic. Succesul acestei nuvele a făcut ca faima lui Balzac să atingă proporții considerabile în rândul marilor personalități culturale ale epocii precum George Sand sau Charles Philipon.
Ea a trezit, de asemenea, gelozia unor literați contemporani, care au ridiculizat falsele sale pretenții de noblețe cu o răutate greu de crezut. Charles Rabou l-a prevenit cu privire la intențiile lui Jules Janin, un critic influent, de a-l discredita pe scriitorul Balzac și de a-i stopa ascensiunea: „El s-a străduit în acest sens în Débats și vă detestă cu sinceritate. Este un mod de revoltă. Bine. Trebuie să strângem rândurile...” Într-adevăr, răutatea unor contemporani a încercat să-i blocheze scriitorului drumul către succes, bătându-și joc de folosirea particulei nobiliare. Balzac făcuse greșeala să semneze Șuanii cu numele Honoré Balzac și a adăugat particula „de” doar în scrierile sale filosofice ce au avut parte de un mare răsunet.

## Confuzie cu un incident real
Hanul din acest text este adesea confundat, prin intermediul adaptărilor cinematografice, cu Hanul Peyrebeille din Ardèche, care a fost locul unei afaceri criminale (cincizeci de morți, numeroase violuri și perversiuni) cu un puternic ecou mediatic și care poartă, de asemenea, numele de L’Auberge rouge. Nuvela lui Balzac nu are nici o legătură cu acest incident.
Întreținând voit această confuzie, editura Gallimard din Paris a realizat în 2007 o retipărire a nuvelei publicate anterior în colecția „Folio 2€” în 2004, folosind pe coperta noii ediții ce păstra ISBN-ul ediției din 2004 o reproducere a afișului filmului L'Auberge rouge, lansat în 2007, film al cărui subiect nu are nimic în comun, cu excepția titlului, cu nuvela lui Balzac.

## Analiză literară
„Hanul roșu” este o povestire în ramă, în care naratorul inițial prezintă un banchet parizian, la care unul din invitați, bancherul Hermann, relatează celorlalți oaspeți o poveste. În ciuda poveștii senzaționaliste relatate de Hermann și a atmosferei dramatice a nuvelei, opera literară balzaciană este considerată în primul rând un fel de poveste filozofică, confirmând în mod repetat nihilismul moral al înaltei societăți pariziene și existența unor secrete întunecate ascunse în familiile personalităților publice. 
Criminalul Taillefer este menționat în mai multe scrieri balzaciene printre care Pielea de șagri și Moș Goriot ca un om respectat, bogat și influent, ce fusese decorat cu Legiunea de Onoare. Atmosfera poveștii și multe din elementele sale (întâlnirea complet întâmplătoare a ucigașului cu o persoană care cunoaște povestea crimei sale, reamintirea unui trecut infam și cauzarea bolii și a morții sub influența poveștii prezentate de altcineva) evidențiază influența majoră a tradiției literare romantice asupra scrierilor timpurii ale lui Balzac.

## Aprecieri critice
Potrivit studiului pe care filozoful Alain l-a dedicat acestei nuvele și după analiza literară a lui Anne Marie Meininger : 
„Hanul roșu nu aparține decât în aparență genului polițist prin prezența crimei, a pistei false, a erorii judiciare și a criminalului demascat la sfârșit. În realitate, opera este una filozofică, așa cum și-a dorit Balzac încă de la redactarea ei în 1831, și se află în locul în care el a plasat-o în La Comédie humaine.”
Hanul roșu dezvăluie o tehnică de scriere în întregime inovatoare potrivit căreia întrebările sunt puse și în același timp evitate, societatea apare cu bunele și cu relele sale, iar Études philosophiques vor stabili cauzele. Ca atare, opera literară este importantă.

## Traduceri în limba română
Prima traducere în limba română a fost realizată de către Al. Popovici și tipărită parțial în perioada interbelică (prin anii 1926-1927) în broșura nr. 87 a colecției „Lectura - floarea literaturilor străine” publicată de Editura Adeverul S.A. București. Nuvela a fost tradusă apoi de Gavril Marcuson și publicată în volumul O dramă la marginea mării, editat în 1974 de Editura Dacia din Cluj.

## Adaptări
Nuvela balzaciană a fost adaptată cinematografic în două filme franceze omonime (L'Auberge rouge), realizate în alb-negru și fără sonor. Primul film a fost regizat de Camille de Morlhon și lansat în 1910, iar cel de-al doilea (cu o durată de 66 de minute) a fost regizat de Jean Epstein și lansat în 1923.